# Parlamentsvalget i Portugal 1890
Parlamentsvalget i Portugal 1890 blev afholdt i Portugal den 30. marts 1890. Resultatet var en sejr for Partido Regenerador, der vandt 115 mandater.

## Resultater
| Parti                           | Stemmer | % | Mandater | +/– |
| ------------------------------- | ------- | - | -------- | --- |
| Partido Regenerador             |         |   | 115      | +77 |
| Partido Progressista            |         |   | 33       | –71 |
| Partido Republicano Português   |         |   | 4        | +1  |
| Ugyldige/blanke stemmer         |         | – | –        | –   |
| Total                           |         |   | 152      | 0   |
| Registrerede vælgere/deltagelse | 951,490 |   | –        | –   |
| Kilde: Nohlen & Stöver          |         |   |          |     |

Resultaterne udelukker de seks pladser vundet på nationalt plan, og dem fra oversøiske territorier.